# Onosma trapezunteum
Onosma trapezunteum är en strävbladig växtart som beskrevs av Pierre Edmond Boissier, Amp; Huet och Hand.-mazz. Onosma trapezunteum ingår i släktet Onosma och familjen strävbladiga växter. Inga underarter finns listade i Catalogue of Life.